# Steve Woolgar

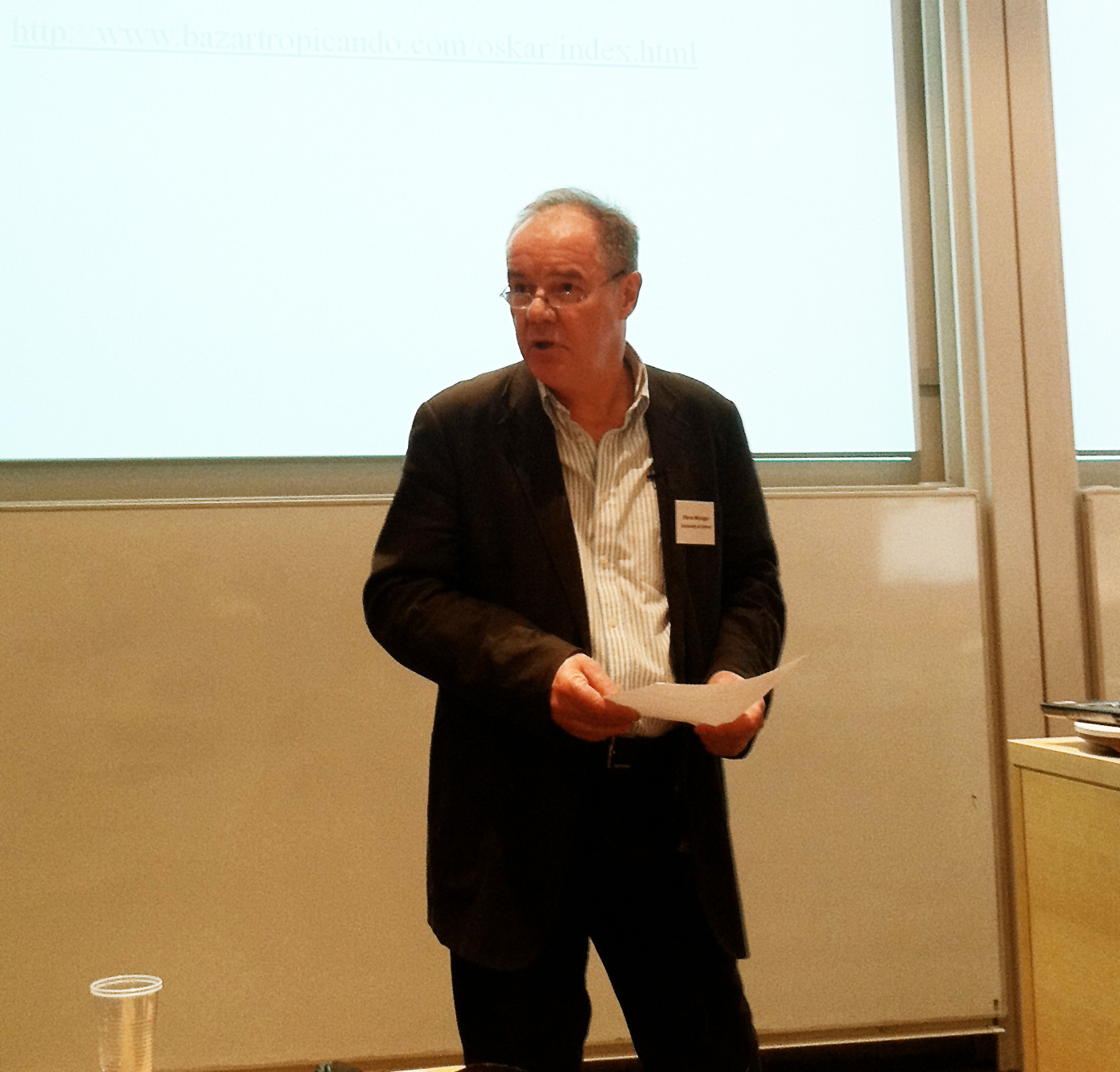
Steve Woolgar

Stephen William Woolgar (14 februari, 1950) is een Brits socioloog, die zich vooral toespitst op wetenschapssociologie. Hij is vooral bekend als co-auteur van Laboratory Life (1979), een van de eerste etnografische studies van een wetenschappelijk laboratorium, uitgevoerd door Bruno Latour. Hij is een van de invloedrijkste figuren binnen disciplines zoals science studies, sociology of scientific knowledge (SSK) en science and technology studies (STS).
In 2008 ontving hij de John Desmond Bernal Prize.